# 鄧漢才
鄧漢才（？—？），四川成都府華陽縣人。

## 生平
万历三十七年（1609年）己酉科四川乡试举人，四十一年（1613年）癸丑科進士，未任官。